# 二浪証券
二浪証券株式会社（ふたなみしょうけん）は、愛媛県松山市に店舗におく証券会社。内子町で設立された。店舗は愛媛県松山市大街道1箇所にのみ設置している。

## 沿革

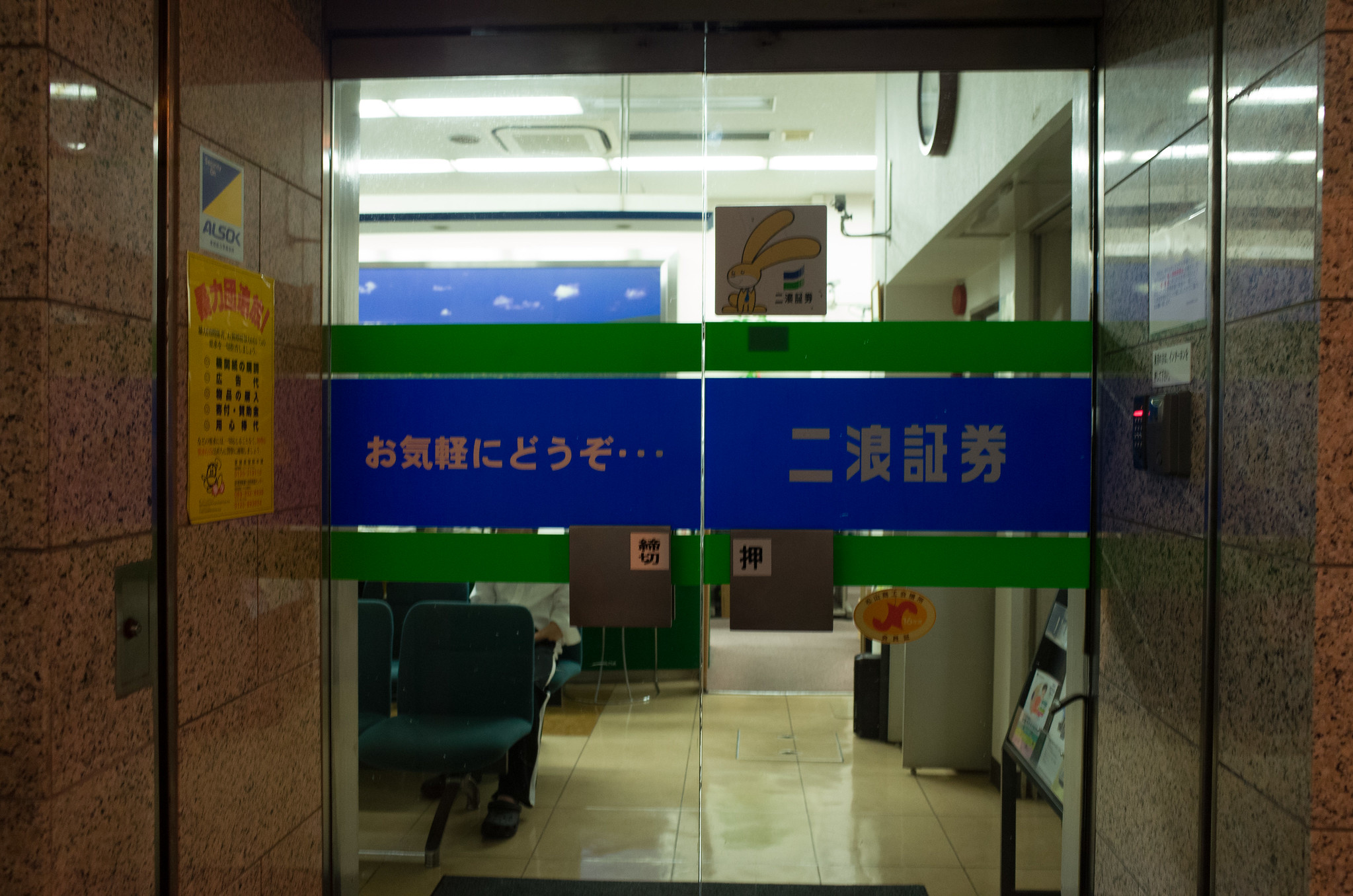
二浪証券入口（2003年）移転前

- 1919年 - 愛媛県内子町に二浪商店（二浪証券の前身）を設立。
- 1924年 - 個人株式店として、株式の売買を開始。
- 1939年 - 愛媛県松山市の現在地に二浪株式店営業所を移転。
- 1944年9月 - 「二浪証券株式会社」設立。
- 1948年
  - 10月 - 証券取引法に基づく証券業者として登録
  - 12月 - 卯之町出張所を設置。
- 1949年4月 - 卯之町出張所を廃止。
- 1968年4月 - 改正証券取引法に基づく証券業認可。
- 1998年12月 - 証券取引法改正により四国財務局に登録。
- 2005年
  - 5月 - グローバル・ソブリンオープン（毎月決算型）の販売手数料を無料化。
  - 6月 - 日本で初めて国内追加型投資信託の買付手数料を無料化[2]。
- 2020年5月 - 愛媛銀行と顧客紹介業務の取り扱いを開始[3]。
- 2024年3月 - 本社を松山市大街道2丁目6-1から大街道2丁目5-12アエル松山2Fへ移転。